# 무장검

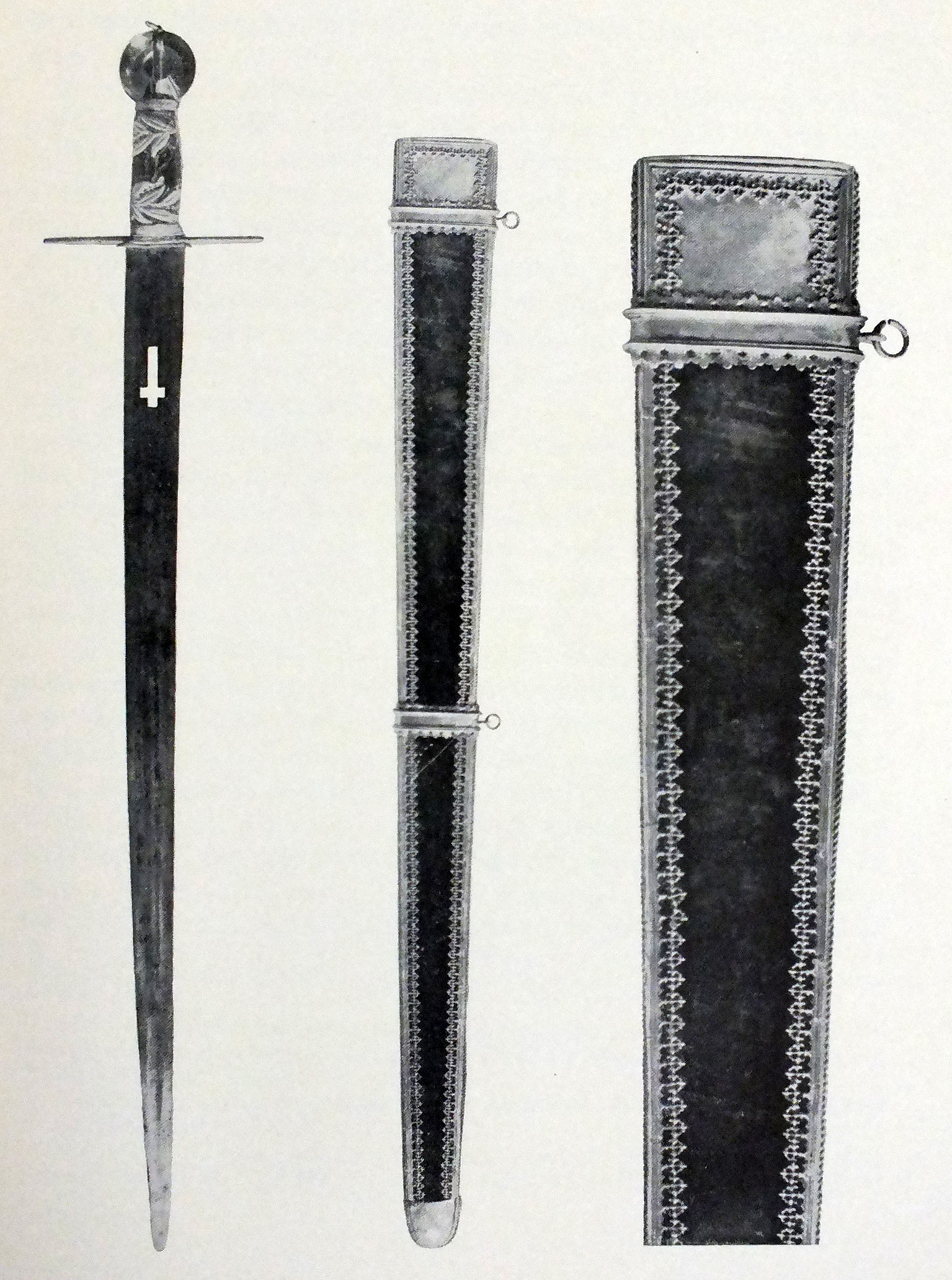
14세기 체코의 무장검.

무장검(arming sword 아밍소드[*]) 또는 기사검(knightly sword 나이틀리소드[*])는 유럽 도검의 하나로, 편수검이며, 코등이가 좌우로 길어서 검의 모양이 전체적으로 십자가 모양을 이루는 양날 직검이다. "서양 검"이라고 하면 가장 먼저 떠오를 대표적인 검으로, 길이는 대략 69 ~ 81 센티미터, 11세기에서 16세기(중세 성기)에 걸쳐 널리 사용되었다. 당대 가장 흔한 무기 중 하나였으며, 많은 박물관에 유물들이 남아 있다.
르네상스 시대 들어 서양 갑옷이 판금갑이라는 최종형태로 진화하자 베는 검인 무장검은 효용성을 잃어 퇴조했다.

## 같이 보기
- 장검